# National Wrestling Association World Light Heavyweight Championship
Il National Wrestling Association World Light Heavyweight Championship è stato un titolo di wrestling promosso dalla National Wrestling Association (NWA), una branca della National Boxing Association (NBA). Il titolo era riservato alla classe di peso dei Light Heavyweight (inferiore ai 79 kg).
Il titolo è stato attivo a partire dal 1930, anno di riconoscimento del primo campione, fino agli anni '60, quando è stato di fatto abbandonato in favore del NWA World Light Heavyweight Championship, promosso dalla National Wrestling Alliance.

## Storia
Nel 1930 la National Boxing Association (NBA) decise, nel tentativo di regolare l'industria del wrestling statunitense, di rendere più chiara la situazione attorno ai titoli mondiali per poter decretare degli effettivi campioni del mondo. In questa direzione indisse una serie di tornei per i titoli mondiali, incluso uno per la classe di peso dei Light Heavyweight. La NBA richiese che ogni partecipante pagasse una cifra forfettaria di 2.500 $ per poter accedere al torneo, e solo tre lottatori si iscrissero. Il torneo fu vinto da Hugh Nichols, che divenne campione sconfiggendo Pinki Gardner e Joe Banaskie diventando il primo campione dei pesi Light Heavyweight riconosciuto dalla NBA.
Nel settembre del 1930 la NBA fondò la National Wrestling Association, che si sarebbe focalizzata unicamente sul wrestling. Nel 1948 diversi promotori si unirono nella National Wrestling Alliance, formando una rete di federazioni su tutto il territorio nazionale, e nel giro di pochi anni l'Alleanza surclassò l'associazione come organizzazione del wrestling nordamericano.
Nel 1958 l'allora campione Frank Stojack fu privato del titolo dopo non averlo difeso per un lungo periodo di tempo. La National Wrestling Association iniziò a riconoscere il NWA World Light Heavyweight Championship, di proprietà della National Wrestling Alliance, come titolo mondiale quando Dory Dixon sconfisse Al Kashey in un incontro al quale presenziarono i vertici di entrambe le associazioni. Con l'inizio degli anni '60 l'Association esisteva solo dal punto di vista nominale, avendo smesso di promuovere i suoi titoli e campioni.

## Albo d'oro
| Legenda  |                                                                               |
| -------- | ----------------------------------------------------------------------------- |
| #        | Indica il numero del regno titolato                                           |
| Regno    | Viene indicato il numero del regno del campione                               |
| Data     | La data in cui il titolo è stato vinto                                        |
| Località | Indica il luogo in cui il titolo è stato vinto                                |
| Note     | Indica notizie particolari riguardanti i cambi di titolo o altre informazioni |

| #                                                                               | Campione       | Regno | Data              | Giorni | Località                   | Evento     | Note | Fonti  |
| ------------------------------------------------------------------------------- | -------------- | ----- | ----------------- | ------ | -------------------------- | ---------- | --- | ------ |
| 1                                                                               | Hugh Nichols   | 1     | 4 aprile 1930     | 1.431  | Cincinnati, Ohio           | House show | Nichols vinse il torneo per decretare il campione inaugurale sconfiggendo Pinki Gardner e Joe Banaskie. Frank Wolf sconfisse Nichols nel marzo 1933, ma la NBA non riconobbe il cambio di titolo, e Nichols sconfisse Wolf in una rivincita nel luglio 1933.                  |        |
| 2                                                                               | Leroy McGuirk  | 1     | 5 marzo 1934      | 1.125  | Tulsa, Oklahoma            | House show | Ted Christy sconfisse McGuirk il 13 gennaio 1936, ma il cambio di titolo fu riconosciuto soltanto dal territorio della California. |        |
| 3                                                                               | Bobby Chick    | 1     | 3 aprile 1937     | 45     | Tulsa, Oklahoma            | House show | |        |
| 4                                                                               | Hugh Nichols   | 2     | 4 aprile 1980     | 89     | Oklahoma City, Oklahoma    | House show | |        |
| 5                                                                               | Wild Red Berry | 1     | 6 giugno 1937     | 127    | Oklahoma                   | House show | |        |
| 6                                                                               | Danny McShain  | 1     | 11 ottobre 1937   | 244    | Hollywood, California      | House show | |        |
| 7                                                                               | Leroy McGuirk  | 2     | 12 giugno 1938    | 146    | --                         | House show | | [ 5 ]  |
| 8                                                                               | Danny McShain  | 2     | 5 novembre 1938   | --     | Hollywood, California      | House show | |        |
| La storia del titolo non è documentata dal 5 novembre 1938 al dicembre 1939     |                |       |                   |        |                            |            | |        |
| 9                                                                               | Bob Gregory    | 1     | dicembre 1939     | --     | --                         | House show | |        |
| La storia del titolo non è documentata dal dicembre 1939 al 22 aprile 1940      |                |       |                   |        |                            |            | |        |
| 10                                                                              | Jesse James    | 1     | 22 aprile 1940    | 133    | Tulsa, Oklahoma            | House show | |        |
| 11                                                                              | Wild Red Berry | 2     | 2 settembre 1940  | 336    | Hollywood, California      | House show | |        |
| 12                                                                              | Paavo Katonan  | 1     | 4 agosto 1941     | 21     | Hollywood, California      | House show | |        |
| 13                                                                              | Danny McShain  | 3     | 25 agosto 1941    | 7      | Hollywood, California      | House show | |        |
| 14                                                                              | Wild Red Berry | 1     | 1 settembre 1941  | 91     | Hollywood, California      | House show | |        |
| 15                                                                              | Billy Varga    | 1     | 1 dicembre 1941   | 21     | Hollywood, California      | House show | |        |
| 16                                                                              | Wild Red Berry | 4     | 22 dicembre 1941  | --     | Hollywood, California      | House show | Paavo Katonan sconfisse Berry il 18 maggio 1941, ma il cambio di titolo fu riconosciuto solo in Oklahoma. Berry sconfisse Katonan in una rivincita il 1º giugno per terminare il regno non riconosciuto.                                                                      |        |
| 17                                                                              | Billy Raborn   | 1     | agosto 1942       | --     | Tulsa, Oklahoma            | House show | |        |
| 18                                                                              | Billy Varga    | 2     | 22 marzo 1943     | 35     | Hollywood, California      | House show | |        |
| 19                                                                              | Gorilla Ramos  | 1     | 26 aprile 1943    | 168    | Hollywood, California      | House show | |        |
| 20                                                                              | Wild Red Berry | 5     | 11 ottobre 1943   | 77     | Hollywood, California      | House show | |        |
| 21                                                                              | The Gray Mask  | 1     | 27 dicembre 1943  | 77     | Hollywood, California      | House show | |        |
| 22                                                                              | Gorilla Ramos  | 2     | 13 marzo 1944     | 14     | Hollywood, California      | House show | |        |
| 23                                                                              | The Gray Mask  | 2     | 27 marzo 1944     | 28     | Hollywood, California      | House show | |        |
| 24                                                                              | Wild Red Berry | 6     | 24 aprile 1944    | 231    | Hollywood, California      | House show | |        |
| 25                                                                              | Dick Trout     | 1     | 11 dicembre 1944  | 42     | Hollywood, California      | House show | |        |
| 26                                                                              | Danny McShain  | 4     | 22 gennaio 1945   | 63     | Hollywood, California      | House show | |        |
| 27                                                                              | Dick Trout     | 2     | 26 marzo 1945     | 21     | Hollywood, California      | House show | |        |
| 28                                                                              | Danny McShain  | 5     | 16 aprile 1945    | 147    | Hollywood, California      | House show | |        |
| 29                                                                              | Wild Red Berry | 7     | 10 settembre 1945 | 126    | Hollywood, California      | House show | |        |
| 30                                                                              | Ernie Piluso   | 1     | 14 gennaio 1946   | 91     | Hollywood, California      | House show | | [ 10 ] |
| 31                                                                              | Danny McShain  | 6     | 15 aprile 1946    | 30     | Hollywood, California      | House show | |        |
| 32                                                                              | Ernie Piluso   | 2     | 15 maggio 1946    | 96     | Hollywood, California      | House show | |        |
| 33                                                                              | Martino Angelo | 1     | 19 agosto 1946    | 28     | Hollywood, California      | House show | |        |
| 34                                                                              | Danny McShain  | 7     | 16 settembre 1946 | 7      | Hollywood, California      | House show | |        |
| 35                                                                              | Martino Angelo | 2     | 23 settembre 1946 | 126    | Hollywood, California      | House show | |        |
| 36                                                                              | Danny McShain  | 8     | 27 gennaio 1947   | 14     | Hollywood, California      | House show | |        |
| 37                                                                              | Martino Angelo | 3     | 10 febbraio 1947  | 84     | Hollywood, California      | House show | |        |
| 38                                                                              | Danny McShain  | 9     | 5 maggio 1947     | 120    | Hollywood, California      | House show | | [ 11 ] |
| 39                                                                              | Wild Red Berry | 8     | 2 settembre 1947  | 11     | San Diego, California      | House show | |        |
| 40                                                                              | Danny McShain  | 10    | 13 settembre 1947 | --     | Visalia, California        | House show | |        |
| 41                                                                              | Wild Red Berry | 9     | 1947              | --     | San Diego, California      | House show | |        |
| 42                                                                              | Jan Blears     | 1     | 10 novembre 1947  | --     | Phoenix, Arizona           | House show | |        |
| La storia del titolo non è documentata dal 10 novembre 1947 al 15 marzo 1948    |                |       |                   |        |                            |            | |        |
| 43                                                                              | Jackie Nichols | 1     | 15 marzo 1948     | 71     | Phoenix, Arizona           | House show | |        |
| 44                                                                              | Duke Keomuka   | 1     | 25 maggio 1948    | --     | Phoenix, Arizona           | House show | Il cambio di titolo non è riconosciuto dalla California, che continua a promuovere Jackie Nichols come campione. |        |
| 45                                                                              | Jack Curtis    | 1     | 28 dicembre 1948  | --     | --                         | House show | |        |
| La storia del titolo non è documentata dal 28 dicembre 1948 al 24 febbraio 1950 |                |       |                   |        |                            |            | |        |
| -                                                                               | Vacante        | -     | 24 febbraio 1950  | -      | -                          | -          | Il titolo fu reso vacante per ragioni non documentate. |        |
| 46                                                                              | Andy Tremaine  | 1     | 18 aprile 1950    | 1.210  | El Paso, Texas             | House show | Tremaine vinse un incontro sconfiggendo Monty LaDue per riassegnare il titolo vacante. Durante questo regno, Tremaine rifiutò un incontro con il detentore del NWA World Light Heavyweight Championship per unificare i due titoli e si ritirò da campione nel 1952.          |        |
| 47                                                                              | Frank Stojack  | 1     | 10 agosto 1953    | 1.573  | Spokane, Washington        | House show | Stojack sconfisse Gypsy Joe, conquistando il titolo di categoria della National Wrestling Alliance, ma questo regno fu riconosciuto anche dalla National Wrestling Association, che da questo momento promuoverà il titolo delle Alliance.                                    |        |
| -                                                                               | Vacante        | -     | 30 novembre 1957  | -      | -                          | -          | Il titolo fu dichiarato vacante per inattività quando Stojack annunciò il suo ritiro. |        |
| †                                                                               | Moe Smith      | -     | 29 ottobre 1958   | -      | Carson City, Nevada        | -          | Smith sconfisse Luigi Macera nella finale di un torneo che avrebbe dovuto assegnare il titolo della Alliance, ma questa non riconobbe il torneo prima del suo inizio. Smith fu comunque riconosciuto come campione dalla Association e dai territori di Nevada, Idaho e Utah. |        |
| 48                                                                              | Dory Dixon     | 1     | 13 febbraio 1959  | 289    | Città del Messico, Messico | House show | Dixon sconfisse Al Kashey, rappresentante la Association, per essere riconosciuto campione da entrambe le federazioni. |        |
| 49                                                                              | Ray Mendoza    | 1     | 29 novembre 1959  | 244    | Guadalajara, Messico       | House show | |        |
| 50                                                                              | Gory Guerrero  | 1     | 30 luglio 1960    | --     | Città del Messico, Messico | House show | |        |
| -                                                                               | Disattivato    | -     | 1960              | -      | -                          | -          | La National Wrestling Association smise di promuovere il titolo all'inizio degli anni '60. |        |